# Southland District
Southland District är en territoriell myndighet i regionen med samma namn i södra Nya Zeeland. Administrativt centrum är Invercargill, som dock inte är en del av distriktet, utan en egen territoriell myndighet. Southland District hade 30 864 invånare vid folkräkningen 2018.
Distriktet skapades 1989 genom att områdena Wallace County, Southland County, Stewart Island County och Winton Borough slogs samman.
Southland Districts större orter är Te Anau, Winton och Riverton. Distriktet förvaltar även Solanderöarna.

## Demografi
| Befolkningsutvecklingen i Southland District 1991–2018 | Befolkningsutvecklingen i Southland District 1991–2018 | Befolkningsutvecklingen i Southland District 1991–2018 | Befolkningsutvecklingen i Southland District 1991–2018 | Befolkningsutvecklingen i Southland District 1991–2018 |
| ------------------------------------------------------ | ------------------------------------------------------ | ------------------------------------------------------ | ------------------------------------------------------ | ------------------------------------------------------ |
|                                                        |                                                        |                                                        |                                                        |                                                        |
| År                                                     |                                                        |                                                        | Folkmängd                                              |                                                        |
| 1991                                                   | 1991                                                   |                                                        | 30 699                                                 |                                                        |
| 1996                                                   | 1996                                                   |                                                        | 30 561                                                 |                                                        |
| 2001                                                   | 2001                                                   |                                                        | 28 716                                                 |                                                        |
| 2006                                                   | 2006                                                   |                                                        | 28 437                                                 |                                                        |
| 2013                                                   | 2013                                                   |                                                        | 29 613                                                 |                                                        |
| 2018                                                   | 2018                                                   |                                                        | 30 864                                                 |                                                        |
|                                                        |                                                        |                                                        |                                                        |                                                        |